# Luis Ezequiel Ibáñez
Luis Ezequiel Ibáñez (* 15. Juli 1988 in Moreno) ist ein argentinischer Fußballspieler. Luis Ibáñez besitzt neben der argentinischen auch die kroatische Staatsbürgerschaft und spricht spanisch und kroatisch fließend.

## Karriere
Ibáñez begann seine Profikarriere beim argentinischen Erstligisten Boca Juniors. Sein erstes Profiligaspiel bei Boca bestritt er am 19. Mai 2008.
Im Juni 2008 unterschrieb er einen Fünfjahresvertrag beim kroatischen Erstligisten GNK Dinamo Zagreb, den er im Februar 2013 um zwei Jahre verlängerte. Ibáñez war beim kroatischen Serienmeister zumeist als Stammspieler gesetzt und konnte sowohl in der UEFA Europa League als auch in der UEFA Champions League viel internationale Erfahrung sammeln. Seine starke Identifikation mit dem Verein und seinem Umfeld brachte ihm bei den Fans von Dinamo Zagreb viele Sympathien ein.
Ende Juli 2013 gab der kroatische Meister Dinamo Zagreb bekannt, dass man sich auf ein Leihgeschäft mit dem argentinischen Erstligisten Racing Club geeinigt habe. Mit der Verpflichtung des Portugiesen Ruben Lima vom Erzrivalen Hajduk Split wollte sich Dinamo von einem überzähligen Linksverteidiger trennen. Zur Auswahl standen Dinamos Eigengewächs Josip Pivarić und Luis Ibáñez. Der Verein entschied letztlich Pivarić zu behalten. Luis Ibáñez verließ somit den kroatischen Rekordmeister nach etwas mehr als fünf Jahren, wo er regelmäßig auf seiner angestammten Position spielte und in dieser Zeit gelegentlich wichtige Tore beisteuerte.
Im Sommer 2016 verpflichtete ihn der türkische Erstligist Trabzonspor. Für die Saison 2017/18 lieh ihn dieser Verein an den Ligarivalen Kardemir Karabükspor aus.